# Dimoni barbut
El dimoni barbut (Epigonus constanciae) és una espècie de peix pertanyent a la família dels epigònids.

## Descripció
- Pot arribar a fer 19,7 cm de llargària màxima.
- De color groc-marró amb la membrana de l'aleta dorsal fosca.
- 7 espines i 9 radis tous a l'aleta dorsal i 2 espines i 8-9 radis tous a l'anal.
- Dents al centre i les vores de la llengua.
- El morro minva progressivament fins a esdevenir una punta arrodonida.
- Ulls molt grossos i més llargs que alts.
- Espina opercular punxeguda i òssia.
- Boca grossa amb la mandíbula inferior projectant-se igual o lleugerament depassant la superior.[6][7][8]

## Hàbitat
És un peix marí, mesobentònic-pelàgic i batidemersal que viu entre 160 i 742 m de fondària (normalment, entre 200 i 400) a la part superior del talús continental i entre les latituds 46°N-29°S i 38°W-37°E.

## Distribució geogràfica
Es troba a Angola, Cap Verd, la República Democràtica del Congo, la República del Congo, Guinea Bissau, Itàlia, Madeira, el Marroc, Namíbia i Turquia.

## Observacions
És inofensiu per als humans.